# سیارک ۱۰۸۳۹
سیارک ۱۰۸۳۹ (به انگلیسی: 10839 Hufeland، نام‌گذاری: 1994GY9) ده هزار و هشتصد و سی و نهمین سیارک کشف شده‌است که در ۳ آوریل ۱۹۹۴ کشف شد.
قدر مطلق سیارک برابر ۱۴٫۳۰ است.